# Svenska Friidrottsförbundet
La Svenska Friidrottsförbundet (in italiano Associazione Atletica Svedese) è la federazione sportiva che si occupa dell'atletica leggera in Svezia.

## Consiglio federale
- Presidente
  - Björn Eriksson
- Vicepresidente vicario
  - Karin Lundgren
- Vicepresidente
  - Toralf Nilsson
- Segretario federale
  - Anders Albertsson
- Consiglieri
  - Jenny Kallur, Jan Kowalski, Gunilla Löthagen Sjöstrand, Pia Bosdotter Olson, Johan Storåkers, Mats Åkerlind[1]

### Presidenti
- Sven Låftman (1917-1919)
- Bo Ekelund (1925-1934)
- Matts Carlgren (1965-1973)
- Arne Ljungqvist (1973-1981)
- Hans Holmér (1981-1985)
- Bernt Gröön (1986-1995)
- Bengt Westerberg (1995-2004)
- Yngve Andersson (2004-2008)
- Lennart Karlberg (2008-2012)
- Tomas Riste (2012-2014)
- Björn Eriksson (2014-in carica)